# Loudetiopsis
Genre
Loudetiopsis est un genre de plantes monocotylédones de la famille des Poaceae, sous-famille des Panicoideae, originaire d'Afrique et d'Amérique du Sud, qui comprend une dizaine d'espèces.

## Liste d'espèces
Selon World Checklist of Selected Plant Families (WCSP) (2 janvier 2017) :
- Loudetiopsis ambiens (K.Schum.) Conert (1957)
- Loudetiopsis baldwinii (C.E.Hubb.) J.B.Phipps (1966)
- Loudetiopsis capillipes (C.E.Hubb.) Conert (1957)
- Loudetiopsis chevalieri (Stapf) Conert (1957)
- Loudetiopsis chrysothrix (Nees) Conert (1957)
- Loudetiopsis falcipes (C.E.Hubb.) J.B.Phipps (1966)
- Loudetiopsis glabrata (K.Schum.) Conert (1957)
- Loudetiopsis kerstingii (Pilg.) Conert (1957)
- Loudetiopsis scaettae (A.Camus) Clayton (1967)
- Loudetiopsis thoroldii (C.E.Hubb.) J.B.Phipps (1966)
- Loudetiopsis trigemina (C.E.Hubb.) Conert (1957)